# Iuliana Cantaragiu
Iuliana Cantaragiu (n. 2 iulie 1975, Chișinău, URSS) este o economistă și expertă în domeniul protecției mediului care din august 2021 până în septembrie 2022 a deținut funcția de ministru al Mediului al Republicii Moldova în Guvernul Gavrilița.